# Tuomas Peltonen
Tuomas Peltonen (20 de outubro de 1977) é um futebolista finlandês.